# Паола Тірадос
Паола Тірадос  (ісп. Paola Tirados, 14 січня 1980) — іспанська спортсменка, спеціалістка з синхронного плавання, олімпійська медалістка.

## Виступи на Олімпіадах
| Олімпіада   | Дисципліна | Місце |
| ----------- | ---------- | ----- |
| Сідней 2000 | дует       | 8     |
| Афіни 2004  | дует       | 4     |
| Афіни 2004  | командні   | 4     |
| Пекін 2008  | командні   | 2     |